# Logic
Logic, właśc. Sir Robert Bryson Hall II (ur. 22 stycznia 1990 r. w Rockville) – amerykański raper, producent muzyczny i autor tekstów oraz piosenkarz.

## Życiorys

### 1990-2005: Dzieciństwo
Sir Robert Bryson Hall II urodził się 22 stycznia 1990 w Rockville w stanie Maryland. Jego ojciec, Robert Bryson Hall, jest Afroamerykaninem z Maryland, a matka jest Amerykanką. Logic spędził większość swojej młodości w dzielnicy West Deer Park w Gaithersburg w tym stanie. Jego ojciec był uzależniony od kokainy, a matka cierpiała na alkoholizm. Mimo że jego ojciec początkowo nie interesował się synem, Logic był w stanie nawiązać z nim kontakt ze względu na jego rosnącą karierę rapową. W dzieciństwie, Logic był świadkiem, jak jego bracia produkują i rozprowadzają kokainę do „uzależnionych w całym bloku”, w tym do jego ojca. Logic twierdzi, że dokładnie wie, jak wytwarzać kokainę po tym jak to zobaczył. Uczęszczał do gimnazjum w Gaithersburg, jednak go nie ukończył i wkrótce został wydalony po tym, jak zaczął opuszczać zajęcia w dziesiątej klasie. Logic skomentował wyrzucenie ze szkoły, stwierdzając: „Zacząłem źle się zachowywać i nie zdałem każdej kolejnej klasy, oprócz angielskiego, więc wyrzucili mnie ze szkoły.

## Kariera

### 2005−2012: Początki kariery i pierwsze mixtape’y
W wieku 13 lat Logic spotkał Solomona Taylora, który stał się jego mentorem. Logic zainteresował się rapem po przesłuchaniu soundtracka do filmu Kill Bill w reżyserii Quentina Tarantino. Ścieżka dźwiękowa została wyprodukowana przez RZA, członka grupy hip-hopowej Wu-Tang Clan. Po tym, Logic zaczął słuchać grupy i bardzo spodobał mu się hip hop. Logic kupił album grupy The Roots Do You Want More?!!!??!, później tego samego roku, Taylor dał Logicowi wiele płyt zawierających instrumentale, aby napisał do nich teksty. W 2009 r. Logic wystąpił pod pseudonimem „Psychological”, opisując tę nazwę jako „jedno imię, które naprawdę lubię. Po prostu kochałem to słowo, ponieważ dotyczyło ono umysłu i wiedziałem, że jest to to, na czym chciałem, żeby moja muzyka składała się z czegoś, co naprawdę nakłania do myślenia”. Wydał nieoficjalny mixtape zatytułowany Psychological - Logic: The Mixtape pod swoim oryginalnym pseudonimem. Mixtape zyskał uznanie dużej ilości artystów takich jak Pitbull, EPMD, Method Man, Redman i Ludacris. Później raper skrócił „Psychological” do „Logic”.
Logic wydał swój pierwszy oficjalny mixtape, Young, Broke & Infamous, 15 grudnia 2010 roku. Mixtape został dobrze przyjęty przez krytyków. Chris Zarou, prezes Visionary Music Group, usłyszał mixtape i podpisał kontrakt z raperem. Logic stwierdził w wywiadzie: „Visionary Music Group jest jak Roc-A-Fella, Damon Dash, lubię widzieć siebie jako Jaya, w żaden sposób nie jestem arogancki ani zarozumiały, zrobili to tak, jak chcieli”. Mixtape zostały pobrany ponad 250 000 razy ze strony DatPiff. Logic wydał swój drugi mixtape, Young Sinatra, w 2011 roku. Jest to pierwsza część chronologii Young Sinatra, a mixtape zyskał uznanie krytyków. Teledysk do „All I Do”, wydany na YouTube, zyskał ponad milion wyświetleń w tydzień po wydaniu.
Po sukcesie poprzednich dwóch projektów, Logic wypuścił swój trzeci mixtape Young Sinatra: Undeniable 30 kwietnia 2012 roku. Mixtape ten różni się od innych, Logic porusza w nim tematy związane z jego przeszłością, zażywaniem narkotyków przez ojca, wydaleniem ze szkoły oraz ugodzenie jego matki nożem. Mówiąc o mixtape, Logic powiedział: „Fani mają tendencję do myślenia, jeśli lubią artystę. Sam stworzyłem wszystkie utwory od samego początku, więc nigdy nie możesz powiedzieć, że się zmieniam”. Skomentował aspekty związane miksowaniem, stwierdzając: „Są tam rzeczy dla ludzi, którzy nie zwracają uwagi na tekst i po prostu chcą się dobrze bawić, ale każda linia tekstu jest tak skonstruowana, że każdy ma tam coś do posłuchania”. Po wydaniu Young Sinatra: Undeniable, Logic zakończył swoją pierwszą krajową trasę koncertową, Visionary Music Group Tour.

### 2012–2013:Young Sinatra: Welcome to Forever, Def Jam Recordings i trasy koncertowe
Na początku 2013 roku Logic pojawił się na okładce XXL, jako część corocznej publikacji „Top 10 Freshmen List”, wraz z artystami: Travisem Scottem, Trinidadem Jamesem, Dizzy Wrightem, Actionem Bronsonem, Joeyem Badassem, Angel Haze’em, Ab-Soulem, Chief Keefem, Kirko Bangzem i Schoolboyem Q. Logic ukończył swoją pierwszą trasę po Europie w marcu 2013 r. i potwierdził, że jego czwarty mixtape, Young Sinatra: Welcome to Forever, zostanie wydany 7 maja 2013 r. Zapowiedział swoją drugą, dwumiesięczną krajową trasę koncertową Welcome to Forever Tour, promujący projekt. Mixtape odniósł duży sukces, a krytycy chwalili projekt. Mixtape został pobrany ponad 700 000 razy na DatPiff.
15 kwietnia ogłoszono, że Logic podpisał kontrakt z Def Jam Recordings, z producentem No I.D. pełni funkcję producenta wykonawczego jego debiutanckiego albumu. Logic wydał publiczne oświadczenie na ten temat: „Jestem podekscytowany podjęciem kolejnego kroku w mojej karierze - niesamowite jest to, że Def Jam i Visionary Music Group współpracują ze sobą, Możliwość współpracy jest bezcenna, jestem bardzo zadowolony, że staje się częścią najbardziej kultowej wytwórni hip-hopowej wszech czasów”. Logic odbył trasę koncertową z Kid Cudim, Big Seanem oraz Tylerem.

### 2013–2014:Under Pressure
5 listopada Logic wyjawił, że No I.D., były producent GOOD Music Hit-Boy, 6ix i C-Sick będą producentami na jego debiutanckim albumie, w tym No I.D. i 6ix pełniący rolę producentów wykonawczych albumu. 27 stycznia 2014 roku Visionary Music Group wydało utwór „24 Freestyle”. Piosenka została wydana z okazji urodzin Logica. 11 lutego Logic ogłosił, że będzie koncertował wraz z zespołem Krewella, podczas 2014 Verge Campus Spring Tour. 8 kwietnia, Logic wydał utwór „Now”, który pierwotnie miał pojawić się na jego nadchodzącej, bezpłatnej EP-ce zatytułowanej When You Wait. Logic rozpoczął miesięczną trasę „When You Wait Tour” wraz z członkiem Visionary Music Group, QuESt. 22 kwietnia, wydał „Alright", trzecią piosenkę z projektu While You Wait z gościnnym udziałem rapera Big Seana. Logic, wydał „Finding Forever” 7 maja 2014 r.
Latem 2014 r. Logic ogłosił, że na jego debiutanckim albumie nie pojawią się żadni artyści, dzięki czemu będzie on „osobisty i skupiony tylko na mnie”. 27 sierpnia Logic wydał „Driving Ms. Daisy” z udziałem Childish Gambino. We wrześniu pojawiły się ogłoszenia o tytule i dacie wydania albumu. Utwór tytułowy, służący jako główny singiel albumu, został wydany 15 września. 14 października Logic wydał drugi singiel zatytułowany „Buried Alive”. 21 października Logic wypuścił Under Pressure, sprzedając ponad 70 000 egzemplarzy w pierwszym tygodniu po debiucie na 2 miejscu listy Billboard Top Hip-Hop/R&B Chart.
12 listopada Logic wystąpił w The Tonight Show z udziałem Jimmy’ego Fallona, wykonując „I'm Gone”.

### 2015–2016:The Incredible True StoryiBobby Tarantino
8 września Logic wydał zwiastun nadchodzącego drugiego albumu, ogłaszając, że album ukaże się jesienią 2015 roku. Historia, która ma miejsce około roku 2100, zaczyna się od tego, że Ziemia nie nadaje się do zamieszkania z powodu poważnych zmian dokonanych przez człowieka. Pierwotne postacie zaczynają podróżować na nową planetę zwaną „Paradise”, a podczas podróży grają w The Incredible True Story. Do głównych bohaterów należą Logic, Steven Blum (jako Thomas), Kevin Randolph (jako Kai) i Anna Elyse Palchikoff (jako Thalia), a obsada wzięła udział w New York Comic Con, promując tym samym album. Logic, Blum, Randolph i 6ix powrócili do New York Comic Con w 2016 roku, aby omówić „życie po The Incredible True Story”.
22 września 2015 r. Logic wydał „Young Jesus”, pierwszy singiel z tego albumu, z długoletnim przyjacielem Big Lenbo. „Like Woah” i „Fade Away”, drugi i trzeci singiel z albumu, ukazały się kolejno 14 października i 5 listopada. The Incredible True Story został wydany 13 listopada 2015 roku, debiutując na 3 miejscu na Billboard 200, z łączną sprzedażą 135 000 w pierwszym tygodniu. Płyta znalazła się na szczycie listy Billboard Top Hip-Hop/R&B Chart. Był to również drugi komercyjny projekt Logica, który zyskał szerokie uznanie krytyków. Logic ogłosił The Incredible World Tour, która odbyła się wiosną 2016 roku. Po zakończeniu The Incredible World Tour ujawniona została informacja, że Logic i raper G-Eazy będą współprowadzącymi The Endless Summer Tour latem 2016 a raperzy YG i Yo Gotti będą wspierającymi trasę. Dwa tygodnie przed rozpoczęciem trasy, Logic wydał „Flexicution”, piosenkę, którą zapowiadał w mediach społecznościowych od miesięcy.
1 lipca 2016 r. Logic wypuścił mixtape zatytułowany Bobby Tarantino. To szósty mixtape Logica od czasu Young Sinatra: Welcome to Forever, z 2013 roku, który został wydany niespodziewanie za pośrednictwem konta Twittera Logica. Na mixtape'ie znajdują się single „Flexicution” (który stał się jego pierwszym singlem, który znalazł się na Billboard Hot 100) oraz „Wrist” z gościnnym udziałem Pusha T, a za produkcję odpowiadają głównie Logic i 6ix. 3 października 2016 roku Logic ujawnił tytuł swojego trzeciego albumu studyjnego, który brzmiał AfricAryaN.

### 2017–2018:Everybody,Bobby Tarantino IIiYSIV
29 marca 2017 roku Logic ujawnił nowy tytuł swojego albumu zatytułowanego Everybody. Wiadomość o jego trzecim albumie została udostępniona w jego mediach społecznościowych, wraz z oficjalną okładką albumu zaprojektowaną przez Sam Spratt. Album został wydany 5 maja 2017 r. W wywiadzie dla Genius Logic powiedział, że jego czwarty album będzie prawdopodobnie jego ostatnim.
Everybody zadebiutował na 1 miejscu listy Billboard 200 łącznie ze sprzedażą 247 000 egzemplarzy albumu w pierwszym tygodniu. W drugim tygodniu, zaledwie w 8 000 kopii. Singiel „1-800-273-8255”, uzyskał certyfikat potrójnej platyny od RIAA. W sierpniu 2017 roku Logic wystąpił w animowanym serialu komediowym Rick and Morty, występując jako główny bohater festiwalu. W listopadzie 2017 roku Logic wydał piosenkę „Broken People” jako część ścieżki dźwiękowej do filmu Bright.
23 lutego 2018 roku Logic wydał singiel „44 More”. Była to kontynuacja piosenki „44 Bars” z mixtape'u Bobby Tarantino. Utwór uplasował się na 22 miejscu Billboard Hot 100. Kolejny singiel, „Overnight”, został wydany cztery dni później. 2 marca wypuścił kolejny singiel „Everyday”, przy współpracy z producentem muzycznym Marshmello. 7 marca wydał film, promujący jego szósty mixtape Bobby Tarantino II, który został wydany dwa dni później, za pośrednictwem Def Jam i Visionary Music Group. Na mixtape'ie wystąpili gościnnie 2 Chainz, Big Sean, Wiz Khalifa. 30 marca wystąpił w pierwszym odcinku oryginalnego serialu dokumentalnego Netflixa, Rapture.
28 września 2018 roku Logic wydał swój czwarty album studyjny zatytułowany YSIV. Przed wydaniem projektu Logic wydał trzy single: „One Day” z udziałem Ryana Teddera, „The Return” i „Everybody Dies”. Na płycie znajduje się utwór „Wu Tang Forever”, na którym znajdują się wszyscy żyjący członkowie Wu Tang Clan. Logic ogłosił również album Ultra 85, który obecnie nie ma daty premiery. Zapowiedział także, że napisał nowelę zatytułowaną Supermarket. Planuje też zagrać we własnym filmie, nad którym zaczął pracować.

### 2019–2020:Confessions of a Dangerous Mind,debiutancka książka iNo Pressure
Na początku 2019 roku Logic wydał utwór „Keanu Reeves”, a 22 marca „Confessions of a Dangerous Mind”. Jego debiutancka książka Supermarket, ukazała się 26 marca 2019 r. wraz z oficjalną ścieżką dźwiękową o tej samej nazwie. 3 maja, Logic udostępnił kolejny utwór z tej płyty, „Homicide” w którym gościnnie wystąpił Eminem. Confessions of a Dangerous Mind został wydany 10 maja i zajął pierwsze miejsce na liście Billboard 200.
16 lipca 2020, Logic poprzez swoje media społecznościowe poinformował, że 24 lipca wyda album No Pressure, który będzie jego ostatnim albumem w jego muzycznej karierze.

## Życie prywatne
Aby Logic mógł dostatecznie poświęcić się muzyce, zakończył pięcioletni związek w 2009 roku. Następnie stwierdził: „Możesz umieścić wszystko w związku, ale to nie znaczy, że dostaniesz to wszytko z powrotem. Kiedy stworzyłem swój pierwszy mixtape, zdałem sobie sprawę, że wszystko, co włożyłem w ten projekt – godziny pisania tekstu, spędzony czas, ból, pot, krew, łzy – to odzyskałem. Chodzi o to, że czuję się tak jak wielu artystów, no może nie do końca artystów, ale wiele ludzi myśli, że mogą ot tak rapować. Nie rozumieją, że wszystko, co robię i chcę robić, to rymowanie... Myślę, że dosłownie poświęciłem całe swoje życie dla relacji z moimi przyjaciółmi i rodziną”.
22 października 2015 r. Logic poślubił swoją dziewczynę Jessicę Andreę, którą poznał dwa lata wcześniej. 20 marca 2018 roku ogłosił, że po dwóch latach małżeństwa on i Andrea oficjalnie są w separacji. Raper złożył wniosek o rozwód 19 kwietnia 2018 r. Mimo rozwodu, pozostali przyjaciółmi.
Logic w jednym z wywiadów powiedział: „Podczas dorastania byłem głupi: „Nie piję i nie palę. Kiedy byłem młodszy, paliłem. Może wypiję kieliszek szampana od czasu do czasu”. Logic miał poważne uzależnienie od papierosów, o czym mówi w utworze „Nikki” z albumu Under Pressure. Zobowiązał się nie wypalić żadnego papierosa, po wydaniu tego albumu.
Logic ma także kanał YouTube, na którym publikuje filmy o swoich ulubionych grach wideo.

## Wpływy
Logic mówi, że Frank Sinatra jest jego główną inspiracją. Sam siebie nazywa „Young Sinatra”. Kiedy był jeszcze dzieckiem, jego matka kazała mu oglądać stare, czarno-białe filmy, które ukształtowały jego miłość do piosenkarza. Logic opisuje Sinatrę jako ważną dla niego osobę i człowieka, który „pokazał pokój, miłość, łaskę, pozytywność, honor i męstwo”.
Logic mówi również o innych muzykach, którzy mieli wpływ na jego muzykę, m.in. A Tribe Called Quest, Mos Def, Outkast, Red Hot Chili Peppers, J. Cole, Drake, a także filmy Quentina Tarantino. Mówiąc o muzyce w wywiadzie przeprowadzonym pod koniec 2013 roku, Logic stwierdził: „Uwielbiam wszystkie podgatunki hip-hopu i wszystkich gatunków muzyki i myślę, że to właśnie pozwala mi tworzyć muzykę".
Badania opublikowane w prestiżowym brytyjskim czasopiśmie naukowym British Medical Journal wykazały, że po ukazaniu się utworu "1-800-273-8255" liczba telefonów na tytułową linię wzrosła o niemal 10 tys. Są też dowody, że spadła liczba samobójstw w USA.

## Dyskografia

### Albumy studyjne
- Under Pressure (2014)
- The Incredible True Story (2015)
- Everybody (2017)
- YSIV (2018)
- Confessions of a Dangerous Mind (2019)
- No Pressure (2020)
- Vinyl Days (2022)
- College Park (2023)
- Ultra 85 (2024)

### Mixtape’y
- Logic: The Mixtape (wówczas pod pseudonimem „Psychological”; 2009)
- Young, Broke & Infamous (2010)
- Young Sinatra (2011)
- Young Sinatra: Undeniable (2012)
- Young Sinatra: Welcome to Forever (2013)
- Bobby Tarantino (2016)
- Bobby Tarantino II (2018)
- Bobby Tarantino III (2021)[70]

### Soundtracki
- Supermarket Soundtrack (2019)